# コンポジションローラー

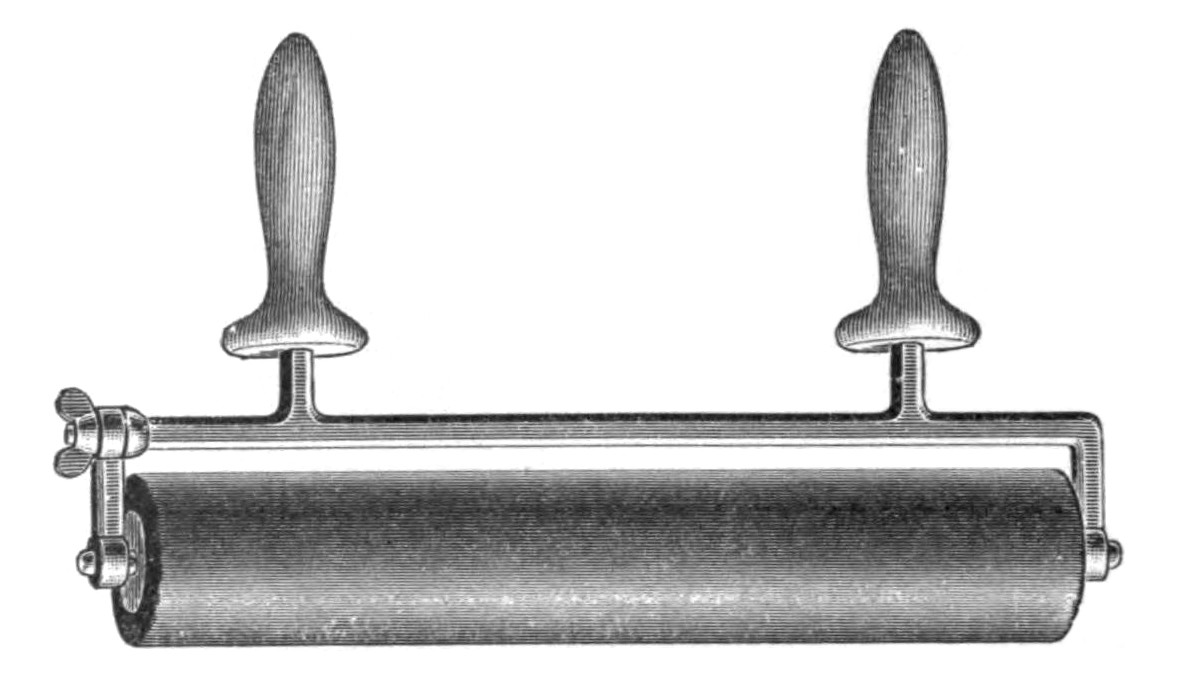
手動インクタイプで使用するための2つのハンドル付きコンポジションハンドローラー

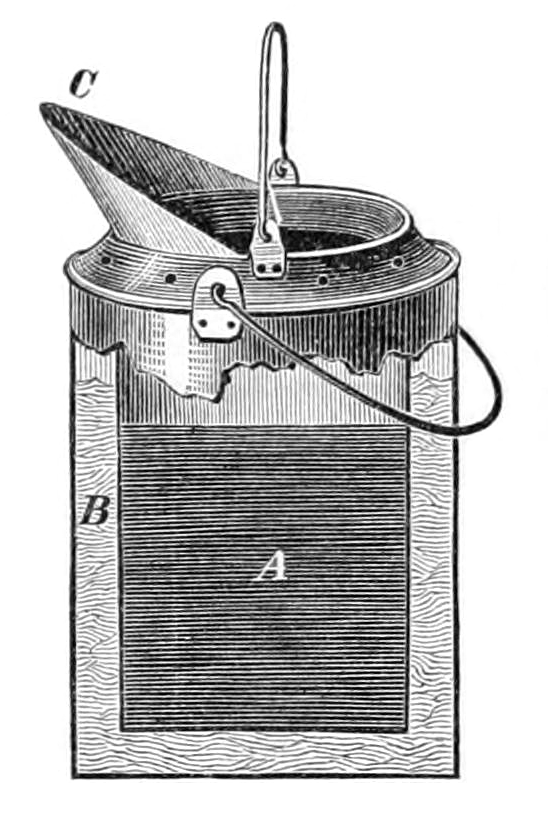
組成に使用するやかん。「A」は液体組成物の混合物を示し、「B」は熱浴を形成する水で満たされた外側の領域を示す。

コンポジションローラー（こんぽじしょんろーらー、英語: Composition roller）は、活版印刷で使用される道具。印刷機のタイプのベッドにインクを塗布する。それは、「ローラー組成物」または単に「組成物」として知られる物質で作られたシリンダー、接着剤と砂糖（糖蜜またはトリークルの形で）の混合物、特定のレシピに応じてグリセリンなどのさまざまな添加物で構成されている。初期のレシピには石膏プラスターとタールも含まれていたが、これらは最終的には不要であることがわかった。
その発明の前に、印刷機のほとんどのインクは、インキボール、羊毛を詰めた特別に処理された革ボールでタイプを手動で叩くことによって行われていた。インキボールの作成と使用に伴う困難と時間により、シリンダーを使用するさまざまな試みが行われ、シリンダーは叩かれるのではなく転がされる可能性があった。レザーローラー（または「スキンローラー」）が試みられ、初期の蒸気動力シリンダープレスで使用されたが、これらはインキボールと同様に機能せず、縫い目が印刷タイプに表示された。
最終的に、適切な円筒形ローラーを作るための適切な接着性と弾性を備えた物質が見つかり、インクに使用するための組成物は、1810年代にロバート・ハリルドとフォースターという名前の別の個人によってイギリスで開発された。彼らは最初にそれをインクボールの製造に使用したが、すぐにローラーの製造に転向した。ブライアン・ドンキンは、コンポジションローラーを機械プレスに最初に使用した。1826年までに、彼らは米国に紹介され始めた。
ローラーを作るために、材料はダブルボイラーケトルで一緒に溶かされ、このプロセスは、糖蜜のキャンディーを避けるようにタイミングが調整されている。混合物は、木製または金属の「ストック」またはコアの周りの型にキャストされ、冷却および調味料の後、ハンドルまたは印刷機に引っ掛けられる。
コンポジションローラーの性能は、環境条件に左右されることで有名である。コンポジションローラーはすぐに乾き、縮み、固まる傾向があり、その結果、通常は「ローラークローゼット」と呼ばれる密閉されたキャビネットに保管され、保護の形でローラーに薄層インクが残ることがよくある。やがて水分に親和性のあるグリセリンがレシピに加わったが、それでも湿気が多すぎて吸収されやすい高温多湿の天候でトラブルを引き起こす可能性がある。混合物自体は、製造時期によって異なり 、夏に冬のローラーが溶けることもあり、夏に製造されたローラーは冬に脆くなることもあった。ただし、硬化したり使用できなくなったりしたコンポジションローラーは、溶けて再鋳造される可能性がある。20世紀の変わり目までに、糖蜜よりも多くのグリセリンを含む混合物を使用して、一度に複数のローラーを鋳造できる機械を使用して、さまざまな企業によって合成ローラーが大量生産された。